# Уральская улица (Пермь)
Ура́льская у́лица — улица в Перми, одна из крупнейших магистралей Мотовилихинского района, между бульваром Гагарина и речкой Ивой. Пересекает микрорайоны «Городские Горки» и «Рабочий посёлок» (спроектирован в середине 1920-х гг. архитектором С. Е. Чернышёвым). В районе бульвара Гагарина её соединяет с центром (с Пермской улицей) дамба через долину реки Егошихи. Река сильно загрязнена, но место живописное — микрорайон стоит на горах, хорошо озеленён. Дамба называется Северной, поскольку в городе есть ещё две дамбы.

## История
Улица существовала ещё в XIX в. и называлась Ново-Кладбищенская, так как вела к Мотовилихинскому кладбищу (сейчас оно не существует, на его месте — сквер). На месте современного дома № 53 стояла церковь Николая Чудотворца, построенная по проекту А. Б. Турчевича в псевдовизантийском стиле. Закончена в 1903 г. В 1931 г. церковь была взорвана.
В советское время улица получила название улица Коммунистических Коммун. В 1950-х гг., в связи с визитом в Пермь В. М. Молотова, наркома тяжелой промышленности, улица была названа его именем. Попутно город был переименован из Перми в Молотов, Мотовилиха — в город Молотово, и только в 1957 г., после разоблачения «антипартийной группы» Молотова, Маленкова и Кагановича, все названия были восстановлены, а улица получила нейтральное название Уральской.

## Здания и сооружения

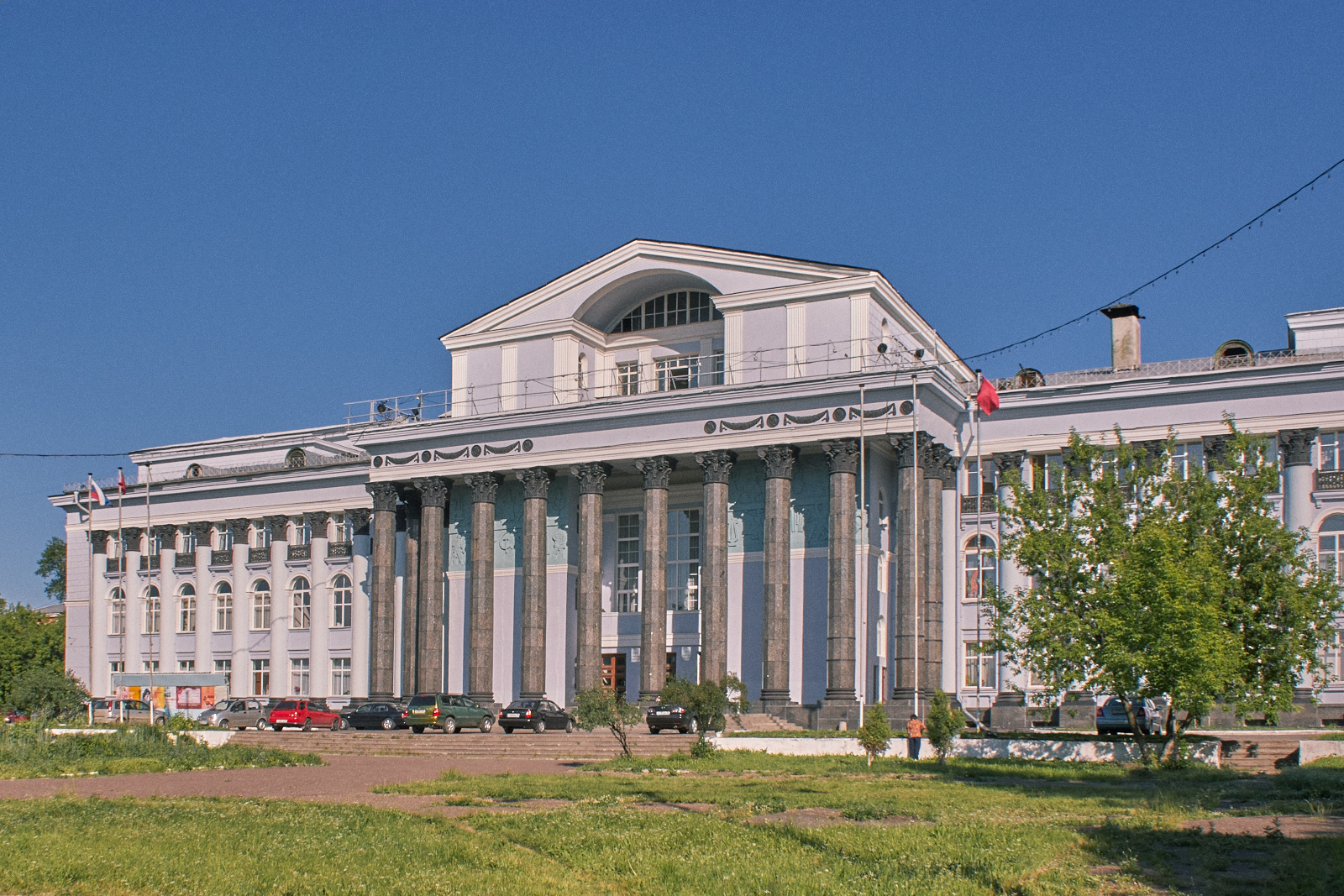
ДК им. В. И. Ленина

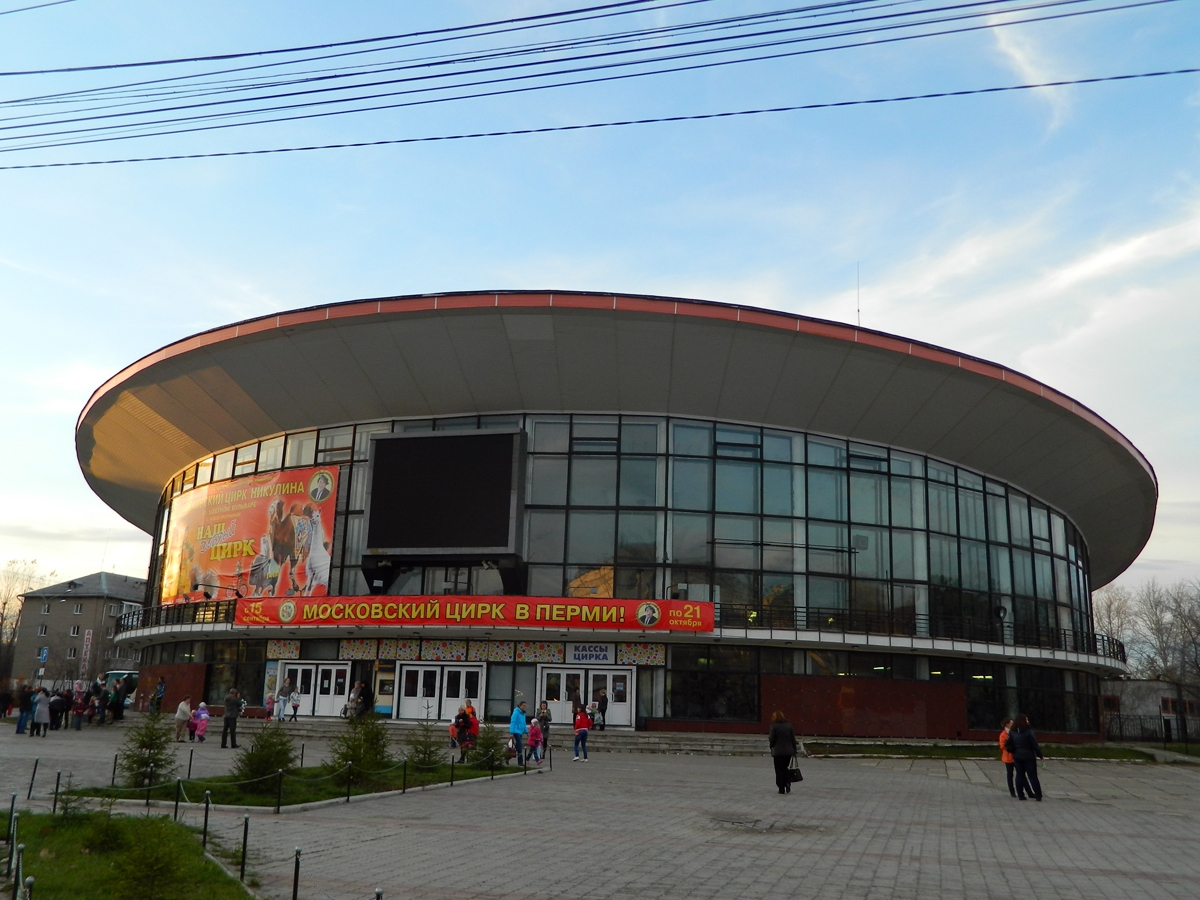
Пермский государственный цирк

В доме № 36 размещена администрация Мотовилихинского района. Здание построено в стиле конструктивизма 1920-х — 1930-х гг.
В 1938 г. по проекту П. А. Голосова построено здание Механического техникума (позже — Дом техники, а также Политехнический колледж (дом № 78)). Во дворе техникума в 1954 г. установлен бюст Н. Г. Славянова, изобретателю электросварки, здесь же, во дворе, находится его могила. Здание также представляет собой образец конструктивизма 1920-х — 1930-х гг. Рядом находится Дворец культуры им. В. И. Ленина, в 1990-е — Дворец культуры Мотовилихинских заводов. Здание построено в 1940-е — 1960-е годы, архитекторы — Я. А. Корнфельд, Т. Г. Заикин. Во внешнем оформлении здания использованы приемы классицизма. Это направление называют «сталинским ампиром». В этом же стиле застроено несколько кварталов между улицами Крупской и Розалии Землячки. В одном из таких домов (Уральская улица, дом № 111) жил известный советский киноактер Г. И. Бурков.
В 1960-х годах на улице были также построены планетарий и цирк. Цирк построен на пустыре, на котором раньше в летнее время устанавливали цирк шапито. Здание цирка современное, из бетона и стекла.
В восточной части улицы ещё сохранилось много старых деревянных домов, и улица в этом месте имеет вполне патриархальный облик. В западной части с горы открывается панорама города, виден Петропавловский собор, первое каменное здание города. Сейчас эту панораму загородили новые небоскрёбы.
В непосредственной близости находится мемориальное кладбище (Егошихинское, или Разгуляйское), где похоронены погибшие ещё в Империалистической войне, и есть одна могила участника войны 1812 года. Здесь же находится одна из старейших церквей, Всех Святых (работа И. И. Свиязева). Кладбище соединяет с дамбой другая, маленькая дамба, построенная недавно, под которой протекает совсем маленькая речка, приток Егошихи, с интересным названием — Стикс.